# آنتونیو نوچرینو
آنتونیو نوچرینو (ایتالیایی: Antonio Nocerino؛ زادهٔ ۹ آوریل ۱۹۸۵) بازیکن فوتبال اهل ایتالیا است.
نوچرینو فوتبال خود را از تیم جوانان یوونتوس آغاز کرد. در روزهای پایانی نقل و انتقالات تابستان سال ۲۰۱۱ سران میلان نوچرینو را از تیم پالرمو بخدمت گرفتند.